# Topolovo (Plovdiv)
Topolovo (Bulgaars: Тополово) is een dorp in Bulgarije. Het dorp is gelegen in de gemeente Asenovgrad, oblast Plovdiv. Het dorp ligt hemelsbreed ongeveer 34 km ten zuidoosten van Plovdiv en 164 km ten zuidoosten van de hoofdstad Sofia. 

## Bevolking
Op 31 december 2019 telde het dorp 2.473 inwoners, een daling ten opzichte van het maximum van 3.465 inwoners in 1946.
|  |

In het dorp wonen vooral etnische Bulgaren (62%) en Turken (37%).
| Etnische samenstelling van de respondenten (2011) | Etnische samenstelling van de respondenten (2011) | Etnische samenstelling van de respondenten (2011) | Etnische samenstelling van de respondenten (2011) | Etnische samenstelling van de respondenten (2011) |
| ------------------------------------------------- | ------------------------------------------------- | ------------------------------------------------- | ------------------------------------------------- | ------------------------------------------------- |
|                                                   |                                                   |                                                   |                                                   |                                                   |
| Bulgaren                                          | Bulgaren                                          |                                                   | 62,1%                                             | 62,1%                                             |
| Turken                                            | Turken                                            |                                                   | 36,8%                                             | 36,8%                                             |
| Roma                                              | Roma                                              |                                                   | 0,4%                                              | 0,4%                                              |
| Anders/onbekend                                   | Anders/onbekend                                   |                                                   | 0,7%                                              | 0,7%                                              |

Asenovgrad · Batsjkovo · Bor · Bojantsi · Gornoslav · Dobrostan · Dolnoslav · Izbeglii · Izvorovo · Konoesj · Kosovo · Kozanovo · Lenovo · Ljaskovo · Mostovo · Moeldava · Naretsjenski Bani · Novakovo · Novi Izvor · Oresjets · Patriarch Evtimovo · Sini Vrach · Stoevo · Topolovo · Tri Mogoli · Oezoenovo · Tsjerven · Vrata · Zjalt Kamak · Zlatovrach